# Banwell Castle
Banwell Castle er et viktoriansk nygotisk herregård fra 1847 i Banwell, Somerset, England. Det er en listed building af anden grad.